# Jüdische Gemeinde Ihringen

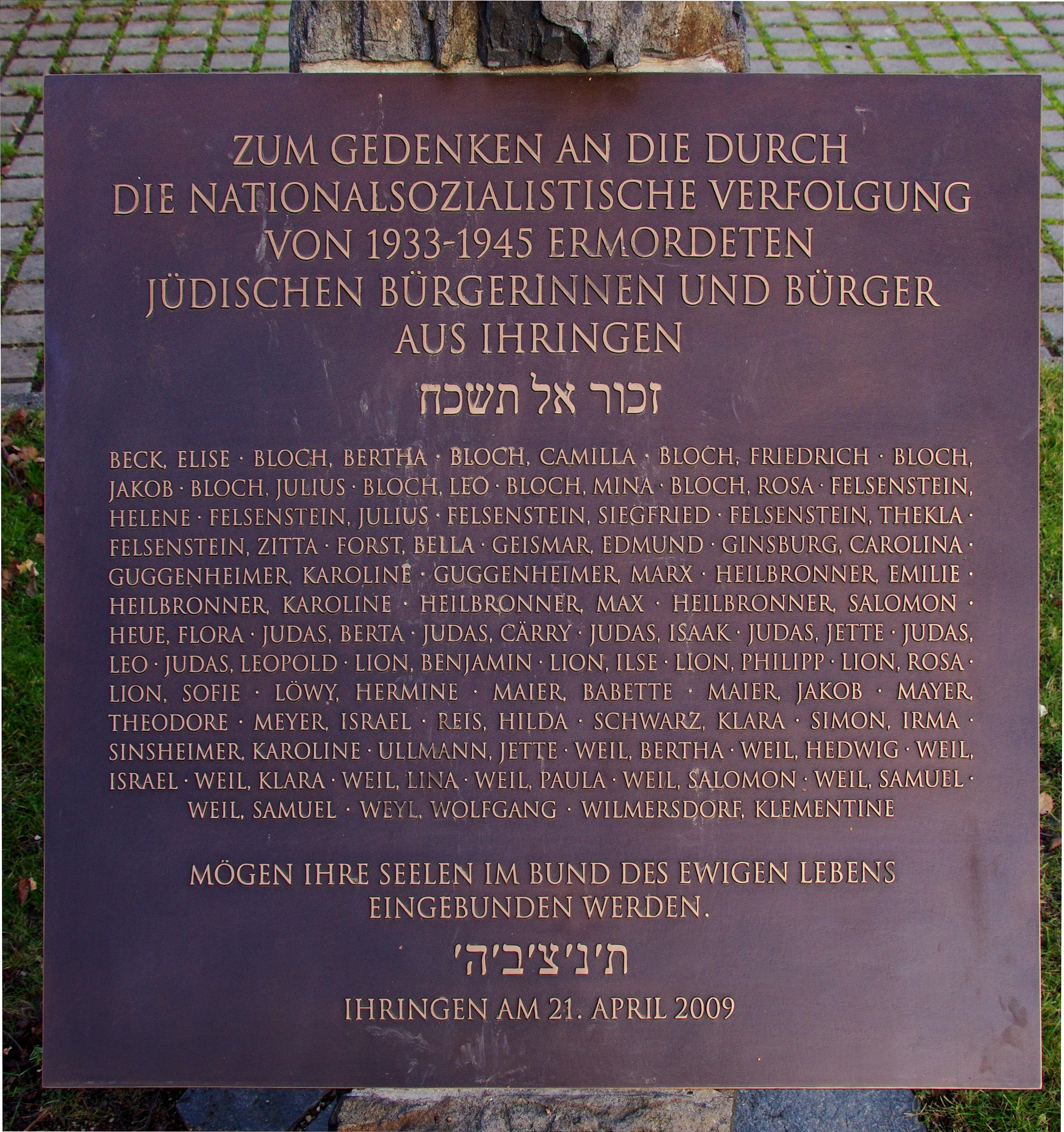
Die Gedenktafel mit den von den Nazis ermordeten Gemeindemitgliedern

Eine jüdische Gemeinde in Ihringen gab es bis 1938. Nachgewiesen werden kann die Gemeinde ab 1716. Damals wurde als Folge der Judenvertreibungen in der Schweiz und dem Elsass erstmals von der Aufnahme von Juden im Ort urkundlich berichtet. Die Mitglieder der Gemeinde gehörten zum Rabbinat Breisach und konnten ab 1721 gemeinsam mit den Emmendinger und Eichstetter Juden in Emmendingen einen Friedhof anlegen. Die Gemeinde bestand 1738 aus 10 Familien und hatte ihren Betsaal in einem Privatgebäude. Als dieses 1760 verkauft wurde, begannen sie im gleichen Jahr den Bau einer Synagoge. Die Gemeinde wuchs stetig bis zur Mitte des 18. Jahrhunderts und erreichte 1852 ihr Maximum mit 263 Gläubigen. Ab 1810 hatte die Gemeinde einen eigenen Friedhof. Um 1860 wurde dann die neue Synagoge in der Bachenstraße geplant und gebaut. Der Architekt war der Freiburger Georg Jakob Schneider, der mehrere Synagogen im Bereich Freiburg geplant und gebaut hat. Im Jahre 1925 hatte die Gemeinde noch 125 Mitglieder.

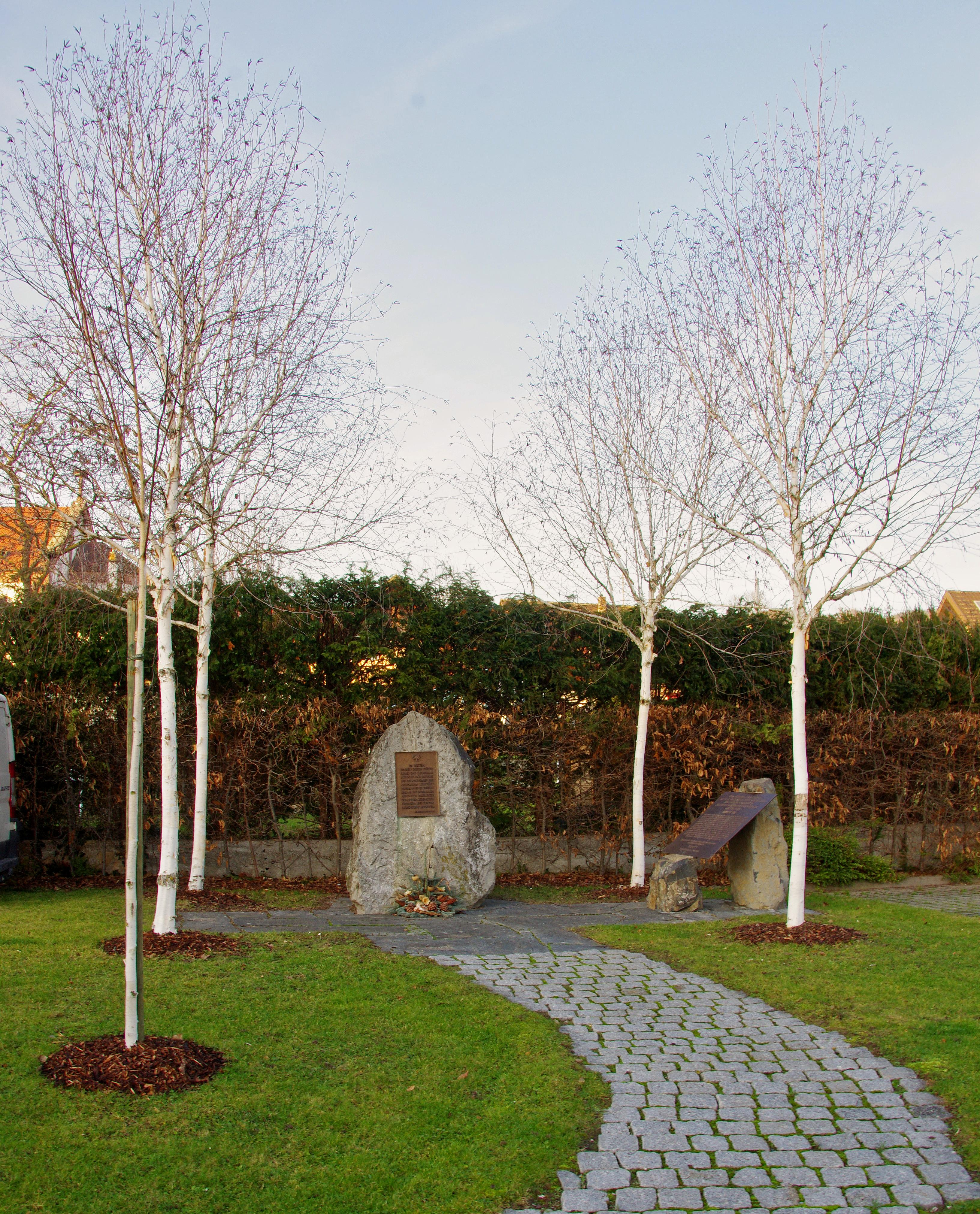
Die Gedenkstätte

Ab 1933 litten die damals noch 98 Gemeindemitglieder unter den zunehmenden Repressalien. Gemeindemitglieder wurden eingesperrt, Berufsgruppen erhielten Arbeitsverbot, ab 1936 wurden die Kinder der öffentlichen Schulen verwiesen und mussten in die Lessingschule in Freiburg zur Schule gehen. Ein Drittel der Gemeinde wanderte aus, ein weiterer Teil verzog an andere Orte, am 22. Oktober 1940 wurden 15 Juden nach Gurs deportiert.
Die Synagoge wurde von den Nationalsozialisten in der  Pogromnacht zerstört, die Juden wurden dazu von der SS bei der Synagoge zusammengetrieben und mussten zusehen, wie ihre Synagoge niedergebrannt wurde.
Ein Gedenkstein erinnert seit 1980 an das Schicksal der jüdischen Mitbürger. Später wurde noch die Gedenkstätte "Synagogenplatz" errichtet. Im April 2009 kam ein zusätzlicher Gedenkstein mit den Namen der 57 in der NS-Zeit ermordeten Juden hinzu. Die Überschrift in Hebräisch lautet Erinnere dich und vergiss nicht. Der Termin war bewusst zum Abschluss der Restaurierungsarbeiten nach der Schändung des Friedhofs in 2009 auf den Holocaustgedenktag gelegt worden. Auf Wunsch des Landesrabbiners Benjamin David Soussan wurde die Gendanktafel in Ihringen und nicht am Friedhof angebracht, denn Schließlich müssten nicht die Toten, sondern die Lebenden gemahnt werden.
Am 7. September 2008 wurden beim Europäischen Tag der jüdischen Kultur die Kopien der 3 Ihringer Haggadas aus den Jahren 1732, 1740, 1756 in Ihringen gezeigt. Die Originale der von Abraham Levi in Ihrigen gedruckten jüdischen Buchkunstwerke sind in Museen in Jerusalem (1732), Paris (1740) und London (1756).